# Период на застой
Период на застой, наричан още Период на стагнация, Брежневска стагнация или Епоха на застой (на руски: Пери́од засто́я, Эпо́ха засто́я)  е период на икономическа, политическа и социална стагнация в Съветския съюз, която започва в началото на 70-те години при управлението на Леонид Брежнев (1964 – 1982) и продължава до идването на Михаил Горбачов.
Периодът на застой или епоха на застой е един вид политическо клише, използвано за обозначаване на период от историята на СССР, който обхваща повече от две десетилетия на така наречения „развит социализъм“ – от момента на идването на власт на Л. Брежнев (1964 г.) до XXVII конгрес на КПСС (февруари 1986 г.) и още по-точно - до Януарския пленум от 1987 г., след който в СССР започват пълномащабни реформи във всички сфери на обществото.
Историци и икономисти спорят коя точно е причината за застоя. Някои от тях смятат, че той се крие в недостатъците на плановата икономика, докато други смятат, че липсата на реформи и големите военни разходи водят страната до стагнация. Повечето икономисти са на мнение, че стагнацията в СССР започва в началото на 70-те, но има и такива, които твърдят, че тя започва много по-рано – в началото на 60-те години на 20 век.
След смъртта си Брежнев е критикуван за това, че не е направил достатъчно, за да се справи с икономическата криза. По време на неговото управление не се случват големи икономически реформи. Други опити за съживяване на икономиката са считани за прекалено радикални и са отхвърлени.
След смъртта на Брежнев през ноември 1982 г. на власт идва Юри Андропов. По време на своето кратко управление той прави плахи опити за реформи. Андропов умира през февруари 1984 г. и е наследен от Константин Черненко, но дори и той не успява да се справи с икономическата криза в страната.

## Терминология
По време на управлението на Брежнев за периода с начало 1971 г. се използва терминът „период на развития социализъм“ (на руски: период развитого социализма). Това е свързано с обещанието на Хрушчов от 1961 г. комунизмът да бъде построен за 20 години. Едва през 80-те години на XX век Михаил Горбачов използва термина „период на застой“, за да опише икономическите затруднения по време на управлението на Брежнев между 1964 и 1982 г. В политическия доклад на ЦК на КПСС на XXVII конгрес на КПСС, прочетен от Горбаочов, се констатира, че „в живота на обществото започват да се проявяват явления на застой както в икономическата, така и в социалната сфера“ . Впоследствие учените означават с термина най-общо периода от идването на Брежнев на власт до началото на перестройката, но съществуват разногласия относно датите, причините и оценките. Поддръжниците на Горбачов критикуват Брежнев и администрацията по негово време, че са били твърде консервативни и не са се адаптирали към съвременността.

## Предистория
След смъртта на Сталин през 1953 г. започва политика на промени, наречена по-късно десталинизация. Никита Хрушчов започва относително либерални реформи, наречени размразяване при Хрушчов. Скандалът с изложбата на Манежа през 1962, по време на която Хрушчов силно критикува авангардни произведения на съветското изкуство, води до възстановяване на партийния контрол в изкуството и на практика бележи края на периода на размразяване.

## Хронология
През 1964 г. Хрушчов е свален от власт и заменен от Брежнев. Във външната политика СССР възприема т.нар. доктрина Брежнев, довела до установяване на сравнителна стабилност в международен план. Неговото управление вътре в страната обаче, започнало с висок икономически растеж и нарастващ просперитет, към средата на 70-те години започва да среща трудности. Постепенно се натрупват социални, политически и икономически проблеми. Брежнев отменя някои от реформите на Хрушчов и частично реабилитира сталинисткия подход. Някои коментатори посочват като начало на социалния застой процеса Синявски-Даниел от 1966 г., който бележи края на размразяването при Хрушчов, докато други избират за целта интервенцията в Чехословакия през 1968. Установяването на геронтокрация в периода води до политическа стабилност, но и политическа стагнация.
Като начало на икономическата стагнация повечето учени сочат 1975 г., макар някои да са на мнение, че тя започва още през 60-те години. Икономическият растеж през 70-те години намалява, тъй като развитието на тежката промишленост и оръжейната промишленост са с приоритет, докато производството на потребителски стоки намалява. Стойността на всички потребитерски стоки по цени на дребно през 1972 г. е около 118 милиарда рубли. Историци, учени и специалисти по икономика не са сигурни за причините на застоя, но някои го свързват с присъщите недостатъци на командната икономика. Други автори са на мнение, че застоят се дължи на липса на реформи или високи военни разходи.
След смъртта му Брежнев е критикуван, че не е направил усилия за подобряване на икономиката. След провала на големите „Косигински реформи“, стартирани през 1965 г., през 70-те години по-реформаторски настроеният министър-председател Алексей Косигин въвежда две реформи в опит да обърне тенденцията на намаляване на икономическия растеж, но среща съпротивата на Брежнев. След смъртта на Брежнев през 1982 г. начело на СССР застават последователно Юрий Андропов и Константин Черненко. Заварените от тях икономически проблеми от времето на Брежнев продължават.
Периодът на застоя приключва с идването на власт на Михаил Горбачов, при който настъпва демократизация на политическия и социалния живот, въпреки че икономиката все още е в застой. Под негово ръководство КПСС полага усилия да ускори икономическото развитие чрез големи финансови инжекции в тежката индустрия под лозунга Ускорение. Когато те не успяват, започва (перестройка) на икономиката и управлението чрез въвеждането на квази-капиталистическата „стопанска сметка“ и на демократични реформи, но накрая тези усилия завършват с разпадането на СССР през 1991 г.

## Криза в съветската икономика
Една от основните причини да бъде свален Хрушчов е именно липсата на икономически растеж в началото на 60-те години. Растежът между 1951 и 1955 г. е 6%, а по времето на Хрушчов пада на 5% (1961 – 1965). Производителността на труда също бележи спад – 4% в началото на 60-те. Друг проблем са нереалните обещания на Хрушчов, който смята, че ще построи комунизма за 20 години, което е почти невъзможно с параметрите на съветската икономика от онова време. Тези проблеми свалят Хрушчов от власт през октомври 1964 г., а на негово място начело на партията идва Леонид Брежнев и начело на правителството Алексей Косигин. Новото Политбюро е по-консервативно – Николай Подгорни и Андрей Кириленко са по-либерално настроени, Брежнев е въздържан, а Михаил Суслов е хардлайнер. Косигин и Брежнев имат разминавания по икономическата политика: Косигин иска увеличаване на инвестициите в потребителските стоки и леката индустрия, а Брежнев иска по-големи инвестиции в тежката промишленост, селското стопанство и отбраната.
Периодът на управление на Брежнев започва с високи темпове на нарастване на икономически растеж, но започва да влиза в стагнация в началото на 70-те. Стагнацията продължава и след смъртта на Брежнев, при неговите наследници Андропов и Черненко, до идването на Михаил Горбачов. Горбачов обявява плановете за перестройка (преустройство) през 1986 г. и съветската икономика влиза в нов етап на влошаване, което неминуемо води до разпада на Съветския съюз през 1991 г.

### Анализи
Робърт Сървис, автор на „Историята на модерна Русия: От Царизъм до 20 век“, твърди, че с нарастването на икономическите проблеми, дисциплината на трудещите се намалява. Според него държавните предприятия са пълни с недисциплинирани и немотивирани хора, което неизбежно води до проблеми. Накратко, Сървис смята, че съветската икономика е твърде статична през управлението на Брежнев, а неговата политика е „рецепта за политическа катастрофа“.
Ричард Саква, автор на книгата „Възходът и падението на Съветския съюз: 1917 – 1991“, смята, че икономическата криза се заражда много преди Брежнев да дойде на власт – още през 50-те години. Като причина изтъква наемането на неквалифицирани и немотивирани работници, което води до неизбежен спад в производителността на труда и дисциплината на работещите.
Според Едвин Бейкън и Марк Сандъл, редактори на книгата „Brezhnev reconsidered“, динамичността на икономиката по времето на Брежнев не се различава с тази по времето на Хрушчов, а оборотите спадат чак след смъртта на Брежнев и идването на власт на Андропов и Черненко. Марк Харисън твърди, че икономическите показатели по времето на Леонид Брежнев не са гледани обективно, а анализаторите от онова време са работили с грешни данни. Харисън казва, че между 1928 и 1973 г. съветската икономика достига до фаза, която би могла да задмине САЩ „някой ден“. По време на петролната криза от 1973 икономическият растеж в СССР и страните от Източния блок спира, и тези страни по-трудно излизат от кризата в сравнение със Запада. Харисън добавя, че СССР не може да поддържа своите нива на екстензивен икономически растеж. Като други причини, в допълнение на основните, Харисън включва: прекалената затвореност на Съветския съюз и неговите съюзници към останалия свят и погрешни икономически решения.

### Причини
Една от основните причини за стагнацията е увеличението на военните разходи, за сметка на другите сфери на стопанския живот. Дисидентът Андрей Сахаров изпраща писмо до Брежнев през 1980 г., в което изразява тревога, че големите военни разходи пречат на икономическия растеж. Въпреки това Дейвид Майкъл Котз и Фред Уеър, автори на „Revolution from Above: The Demise of the Soviet System“, смятат че няма как военните разходи да са основната причина за стагнацията, тъй като те винаги са били големи (17% от БВП през 1950) без това да дестабилизира икономиката тогава.
По време на петролната криза от 1973 г. икономическият растеж в глобален мащаб е ограничен, но Съветският съюз реализира приходи в твърда валута от износа на петрол. След кризата обаче, стопанската активност в Япония, САЩ и СССР спада значително, като това е най-ясно изразено в СССР. Според Котз и Уеър като цяло причините за кризата в Съюза се дължат по-скоро на вътрешни, отколкото на външни фактори.

## Вътрешна политика
С идването на Брежнев на власт органите по сигурността засилват борбата с инакомислието. Първи знак за това е показният процес Синявски – Даниел, при който писателите са осъдени единствено поради публикуване в чужбина (под псевдоним) на сатирични произведения, които осмиват комунистическия режим (1965).
През 1968 г., са въведени войски в Чехословакия и това бележи решителен обрат към отказ от политиката на размразяване при Хрушчов . Оставката на Твардовски като главен редактор на списание Новий мир в началото на 1970 г. поставя точката на размразяването.
Като следствие сред интелигенцията възниква и се разраства дисидентско движение, подложено на преследвания от органите на сигурността. Според Д. Волкогонов, Брежнев лично одобрява репресивните мерки, насочени против активистите на правозащитното движение в СССР. Впрочем, мащабите на дисидентското движение и политическите репресии не са големи. Броят на осъжданите по членове за „антисъветска дейност“ значително намалява: ако при Хрушчов е възможно да влезеш в затвора за разказан виц или просто за приказки в пияно състояние, то при Брежнев осъждат само онези, които се изказват съзнателно против съветската система. Подобна е ситуацията в религиозната сфера: тоталната антирелигиозна кампания при Хрушчов е заменена с целево преследване на лидерите и активистите на религиозните групи, които съзнателно игнорират дискриминационното „законодателство за култовете“. Известни представители на интелигенцията се обръщат с призив за демократизация на обществото директно към ръководителите на СССР
Част от политиката на идеологическо преобръщане на размразяването е процесът на т.нар. „ресталинизация“ – извършването тихомълком на реабилитация на Сталин. Сигналът за това е даден на 8 май 1965 г. на тържествено заседание в Кремъл, когато след многогодишно премълчаване Брежнев за първи път споменава името на Сталин и залата реагира с аплодисмени. В края на 1969 г., по случай 90-годишнината на Сталин, Суслов организира редица мероприятия по неговата реабилитация. Все пак, резките протести на интелигенцията, дори на нейния елит, близък до властта, водят до прекратяване на кампанията. Сталин се споменава в положителна светлина дори и от Горбачов на 8 май 1985 г в реч по повод на 40-годишнината от победата, но до началото на 1987 г. по отношение на Сталин и неговото време основно се предпочита мълчанието.
В началото на 70-те години започва репатриация на евреи от СССР към Израел. Заминават мнозина известни учени, писатели, артисти, музиканти, спортисти.
През август – септември 1973 г. отношенията между властта и съветските дисиденти се изострят. На 31 август във вестник „Правда“ излиза открито писмо от група съветски писатели с осъждане на антисъветските изяви на Солженицин и Сахаров, които според тях „клеветят нашия държавен и обществен строй“. В отговор на това в последните дни на декември 1973 г. в Париж е оповестено излизането на първия том на „Архипелаг Гулаг“.
През февруари 1974 е отнето съветското гражданство на Солженицин и той насила е изведен в чужбина. Оттам той пише до ръководителите на СССР „Письмо вождям Советского Союза“, в което ги призовава да се откажат от комунистическата идеология и да предприемат стъпки за превръщането на СССР в руска национална държава. Спрямо Сахаров също са приети репресивни мерки, особено след откритата му позиция против въвеждането на съветски войски в Афганистан. Заедно с жена му Елена Бонер са въдворени за 6 години в Горки (Нижни Новгород), който е затворен град.
През 1975 г. група военни моряци организира бунт на Сторожевой предвождан от капитан 3-и ранг Валерий Саблин. Бунтът е потушен, а Саблин е съден и разстрелян.